# HPL-21 Ankaran
HPL-21 Ankaran (slovenski hitra patruljna ladja) je prvi pravi ratni brod Slovenske vojske. Radi se o brzom ophodnom brodu izraelske klase Super Dvora MK II, a nazvan je po slovenskom primorskom mjestu Ankaranu. Namijenjen je za ophodnju u priobalnim vodama, nadzoru akvatorija te traganju i spašavanju na moru.
Brod je izgrađen u Izraelu, a kršten je 1. kolovoza 1996. godine te potom preuzet u operativnu uporabu.
Plovilo je dugo 25,4 metara, široko 5,67 metara,pogone ga dva dizelska motora koji mogu razviti brzinu i do 45 čvorova. Prvi slovenski ratni brod naoružan je s dva 20-milimetarska topa i dvije strojnice kalibra 7,62 milimetra. Brod je opremeljen s navigacijskim radarom za izvođenje taktičke navigacije, satelitskim prijemnikom i elektroničkom navigacijskom kartom. 
Brod se nalazi u sastavu 430. mornaričkog divizijuna.